# 特好超市
特好超市（德語：tegut...）是一个德国超市品牌，总部在德国富尔达。

## 历史
1947年成立，在全德境内共有312家门店。门店范围涵盖了以下6个联邦州：黑森州、图林根州, 巴伐利亚州, 莱茵兰-普法尔茨州, 萨克森-安哈尔特州和下萨克森州。